# Justicia procumbens
Justicia procumbens, comummente conhecida como Salgueiro de Água, (Marathi: करंबल Karambal, पित्तपापडा Pitpapada, कलमाशी Kalmashi)(idioma: Tamil: கோடகசாலை--kOdakasAlai), é uma pequena planta endémica da Índia.
O suco das folhas é espremido para os olhos em caso de oftalmia.